# Théo Mercier
Pour les articles homonymes, voir Mercier.
Théo Mercier est né à Paris en 1984. Artiste plasticien et metteur en scène français, il vit aujourd’hui entre Marseille et Mexico.

## Biographie

### Formation
Théo Mercier étudie à l’École nationale supérieure de création industrielle (ENSCI) avant de s’installer à Berlin pour poursuivre ses études à la Universität der Künste Berlin (UDK). Aux côtés de Bernhard Willhelm, il travaille sur sa collection de costumes de scènes pour Björk avant de partir s’installer à New York en 2008 pour assister l’artiste américain Matthew Barney sur son projet d’opéra River of Fundament.

### Œuvre plastique
Repéré en 2009 au Salon d'art contemporain de Montrouge puis en 2010 avec son célèbre Solitaire, sculpture anthropomorphe faite de spaghetti cuits, à l’exposition DYNASTY au musée d'Art moderne de la Ville de Paris et au Palais de Tokyo, Théo Mercier a été pensionnaire de la villa Médicis en 2013 avant d’être nommé pour le prix Marcel-Duchamp en 2014. Depuis, il a bénéficié d’expositions personnelles importantes à la Collection Lambert en Avignon (OUTREMONDE, 2021), au musée de la Chasse et de la Nature à Paris (Every stone should cry, 2019), au Museo de Artes Decorativas dans le cadre de la Biennale de La Havane 2019 (Ne me quitte pas, 2019), au Museo El Eco à Mexico (Gold war wall, 2017), au Musée de l’Homme à Paris (Pièces rapportées, 2017), au [mac] Musée d’art contemporain de Marseille (The Thrill is gone, 2016), au Lieu Unique à Nantes (Le grand MESS, 2013), au Tri Postal de Lille (Desperanza, 2012) et avec les galeries Gabrielle Maubrie et Bugada et Cargnel à Paris, les galeries Marso et Proyectosmonclova à Mexico et la galerie Michael Fuchs à Berlin. Parmi les expositions collectives auxquelles il a participé, on peut citer EX-AFRICA (Musée du Quai Branly, Paris, 2021), Cabinets de curiosités (Fonds Hélène et Edouard Leclerc, Landerneau, 2019), Hello world (Hamburger Bahnhof à Berlin, 2018), Phantom Limb (Art Jameel Arts Centre, Dubai, 2020), Hybrides, le corps en question (palais des beaux-arts de Mexico, Mexico, 2018), Dans l’atelier (FRAC Bretagne, Rennes, 2018), The Silent Echo (Musée du site archéologique de Baalbek, Liban, 2016), Chercher le garçon (au MAC VAL Musée d'art contemporain du Val-de-Marne à Vitry-sur-Seine, 2015) et Le surréalisme et l’objet (Centre national d'art et de culture Georges-Pompidou à Paris, 2013).
Ses œuvres sont présentes dans de nombreuses collections privées et publiques, notamment au Centre national d'art et de culture Georges-Pompidou, le Fonds municipal d'art contemporain de la Ville de Paris (FMAC), le Fonds national d'art contemporain (FNAC), la Collection Antoine de Galbert, le [mac] Musée d'art contemporain de Marseille, la Fondation Emerige - Collection Laurent Dumas, ou encore la Fondation Yves Klein.

### Œuvre scénique et performances
Depuis 2014, Théo Mercier développe un travail de mise en scène dans le champ du spectacle vivant et de la performance. À son retour de la Villa Medicis, il présente en 2014 "Du futur faisons table rase" au MAC de Créteil, une fresque théâtrale et iconoclaste avec François Chaignaud, Jonathan Drillet, Pauline Jambet, Philippe Katerine, Marlene Saldana et le groupe Sexy Sushi. 
En 2016, à l’invitation de la Ménagerie de verre à Paris, il signe "Radio Vinci Park" avec le chorégraphe et danseur François Chaignaud, une pièce conçue comme un duel motomachique pour un parking souterrain. 
Artiste associé au CDN Nanterre-Amandiers de 2016 à 2020, Théo Mercier présente en 2017 "La Fille du collectionneur", un spectacle autour de la collection fantôme où il propose au spectateur une visite d’un genre unique, entre enquête policière et quête esthétique. En 2018, il présente "Affordable Solution for Better Living", un solo dansé qu’il co-signe avec le chorégraphe et danseur Steven Michel, pour lequel ils remportent ensemble le Lion d’Argent de la Biennale de Venise de la danse 2019. Prenant comme matière première le mobilier IKEA, cette pièce explore les relations ambigües qui existent entre la philosophie du « beau pour tous » prônée par le géant suédois du mobilier en kit et la standardisation du corps, des gestes et des émotions dans un monde post-moderne. Ensemble, ils présentent "BIG SISTERS" au printemps 2020, une pièce mise en scène et chorégraphiée pour quatre danseuses, librement inspirée des Guérillères de l’auteure féministe et activiste lesbienne Monique Wittig. 
En 2021, Théo Mercier monte son propre studio-compagnie Goodworld et entame avec son équipe un nouveau chapitre de travail autour du sable, du paysage vivant, de l’enfance et des pouvoirs de l’imaginaire. 
Il crée « OUTREMONDE » à l’été 2021 à la Collection Lambert en Avignon, en partenariat avec le Festival d’Avignon, qu’il imagine dès le départ à la manière d’une saga mutante. Les chapitres II et III seront présentés respectivement au Westbau à Zurich à l’été 2022 et à la Conciergerie de Paris, en partenariat avec le Festival d’Automne à Paris à l’automne 2022. 
La même année, il est nommé pour représenter le Pavillon Français pour la Quadriennale de Prague 2023, aux côtés de son associée Céline Peychet. Ensemble, ils présenteront un projet de recherche plastique et politique autour de la production de scénographie éphémère à partir du sable sourcé localement. Ils commandent la musique de l'installation au compositeur Joseph Schiano di Lombo qui en fait l'album GUT CITY PUNCH (Original Soundtrack).
Les performances de Théo Mercier ont été montrées au CDN Nanterre-Amandiers, au Festival d’Avignon, à la Villette et la Ménagerie de verre à Paris, à l’Usine C à Montréal, The Invisible dog Art Center de New York, au Festival Actoral de Marseille et Montréal, à Bonlieu Scène nationale Annecy, Dampfezentrale à Bern, au Vooroit Center et à CAMPO à Gand, à Vidy-Lausanne ou encore à La Bâtie-festival de Genève. Passant d’une pratique du  « white cube » à celle de la « boite noire », Théo Mercier parvient à créer un continuum artistique peuplé de sculptures dansantes, d’installations au destin tragique, d’images vivantes et de personnages exposés. Une zone grise où la matière-même de son travail devient le « regard » du visiteur-spectateur. 

### Musique
Théo Mercier créé également des images originales pour des groupes de musique, tels que Philippe Katerine, Connan Mockasin, Soft Hair, Sexy Sushi, Rebeka Warrior, Kompromat, Mansfield TYA, Juliette Armanet ou Agar Agar.

## Publications
- Théo Mercier, All you can eat, éditions Dilecta, 2012[8]
- Théo Mercier, La possession du monde n'est pas ma priorité, édition Dilecta, 2019

## Prix et récompenses
2009 : 54ème Salon de Montrouge, Montrouge, France
2014 : Nomination au Prix Marcel Duchamp
2019 : Lion d’Argent de la Biennale de Venise de la danse, Venise, Italie (pour Affordable Solution for Better Living, co-écrit avec Steven Michel)
2021 : Lauréat du Fonds de Dotation Vendredi soir, créé par Serge Toubiana en hommage à l’oeuvre de la romancière et collectionneuse Emmanuèle Bernheim